# 高詡
高詡（？年—37年），字季回，平原郡般縣（今山東省樂陵市西南）人。東漢大司農。

## 生平
高詡因父親高容的關系被任命為郎中，世傳《魯詩》。高詡因誠實守信的品行而著名。王莽篡位後，父子二人聲稱眼睛瞎了，不願在王莽底下為官。劉秀稱帝後，大司空宋弘舉薦高詡，徵爲郎，任命為符離長。辭去官職之後，被徵爲博士。建武十一年（公元35年），高詡被任命為大司農。在朝廷以方正著名。建武十三年（公元37年），高詡在任內去世，朝廷賜錢和墓田。

## 家庭

### 曾祖父
- 高嘉，曾教授漢元帝《魯詩》，西漢上谷太守。

### 父
- 高容，西漢漢哀帝、漢平帝期間任光祿大夫。[4]

## 延伸阅读
[在维基数据编辑]
 《後漢書·卷79下》，出自范晔《後漢書》
 《東觀漢記》